# Willie Clancy Summer School
De Willie Clancy Summer School (Iers: Scoil Samhraidh Willie Clancy) is de grootste summer school voor traditionele muziek in Ierland. Gedurende deze week nemen zo'n duizend personen deel aan het dagelijkse programma aan cursussen en workshops, gegeven door experts in de Ierse muziek en set dancing. Daarnaast organiseert men nog een vol programma aan lezingen, recitals, dansfeesten (ceili's) en tentoonstellingen.

## Geschiedenis
De Willie Clancy Summer School (WCSS) is in 1973 opgezet als eerbetoon aan de bekende uilleann piper en bewoner van Milltown Malbay Willie Clancy, die eerder dat jaar was overleden. De oprichters waren Martin Talty, Muiris Ó Rócháin en Harry Hughes.

## De Summer School

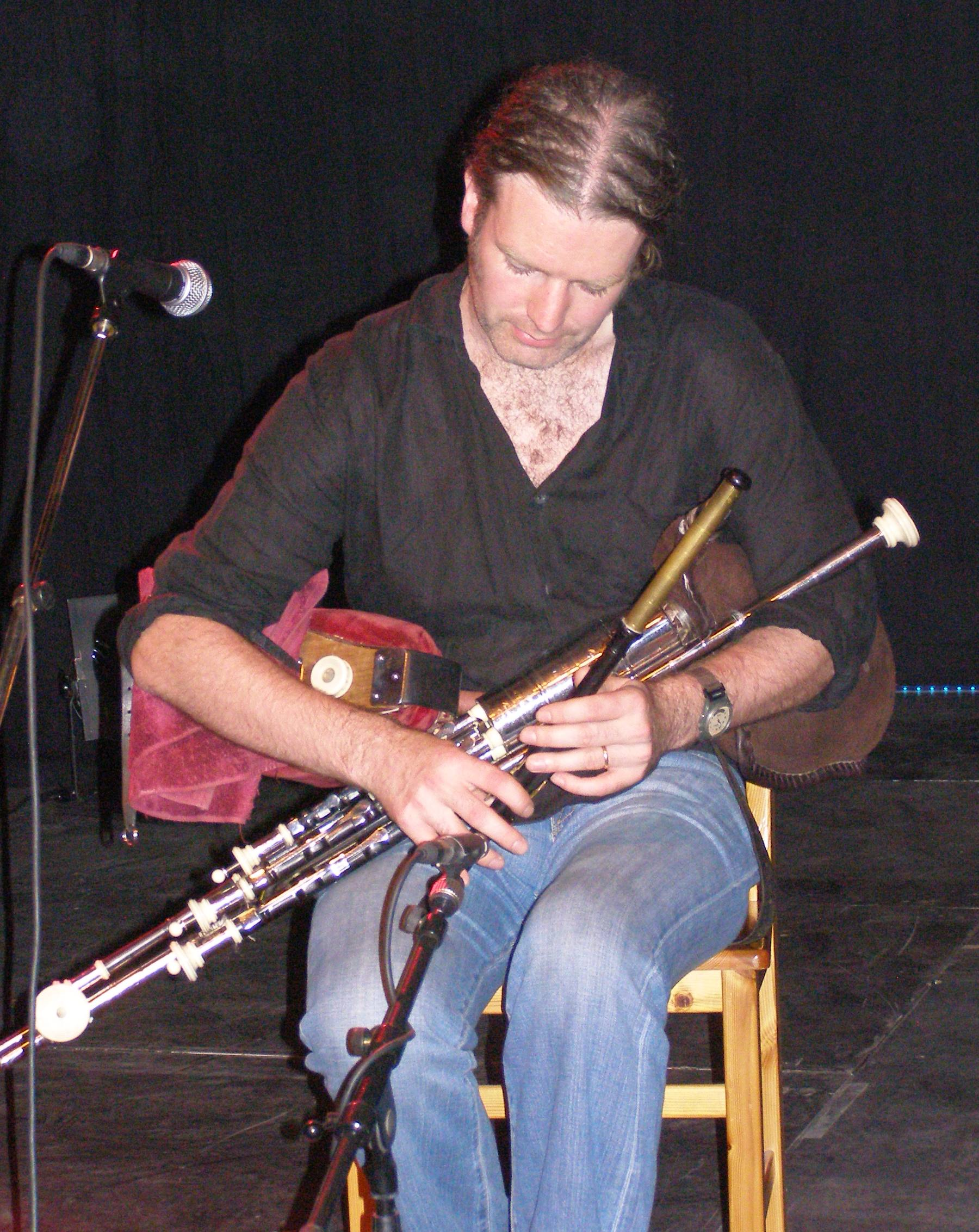
Uilleann pipes, bespeeld door Cillian Vallely.

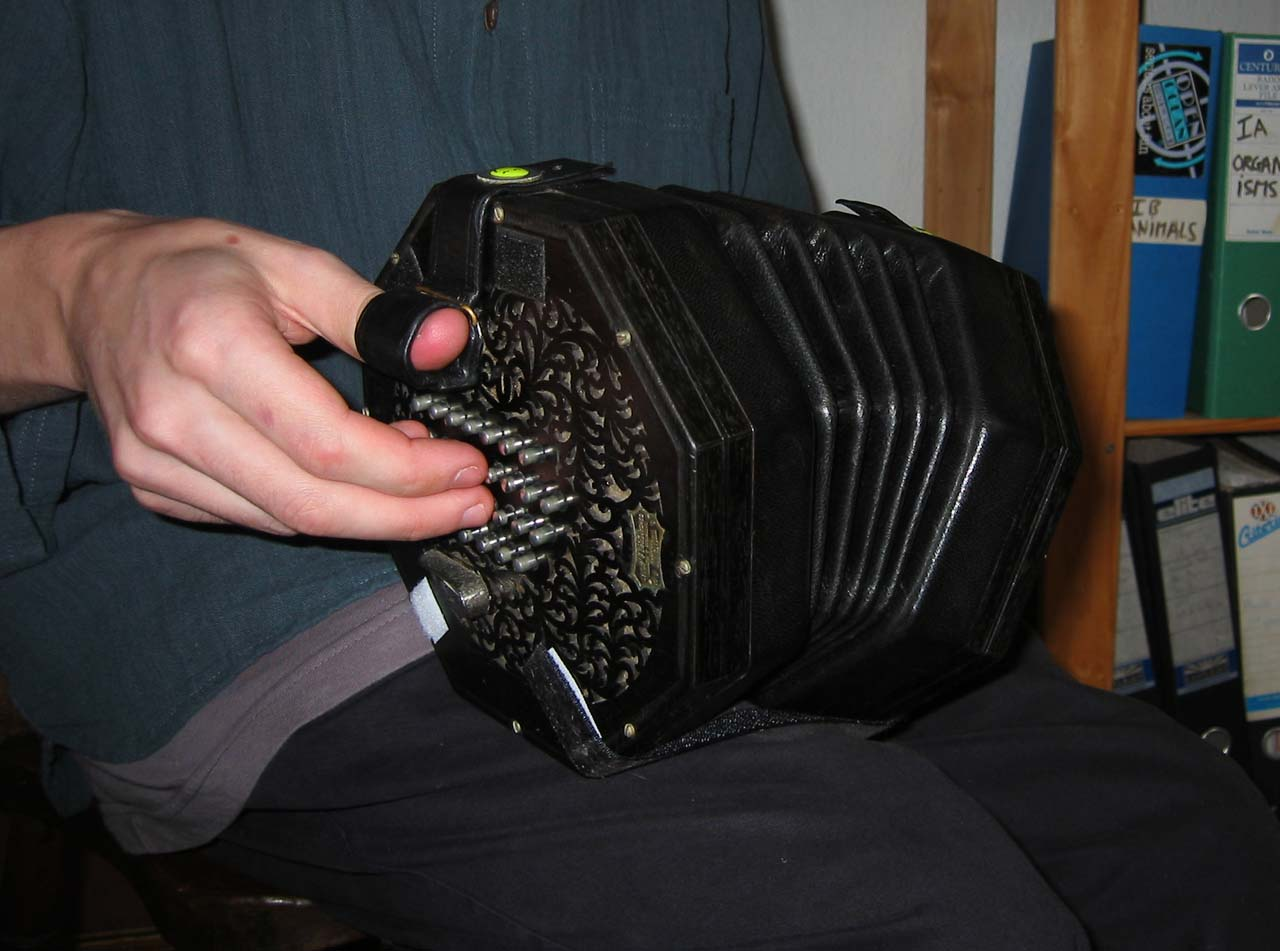
een concertina

Tegenwoordig heeft de WCSS de reputatie een summer school te zijn waar eenieder Ierse traditionele muziek kan leren en oefenen. De deelnemers zijn van alle leeftijden en komen uit alle delen van de wereld inclusief landen als Japan, Argentinië en Australië, en zijn zowel bekende als onbekende personen. De cursussen worden ingedeeld naar het ervaringsniveau van de deelnemers op het gekozen instrument, zodat jong en oud in dezelfde klas kunnen zitten. Deelnemers kunnen kiezen uit cursussen in verschillende instrumenten onder meer harp, bodrán, uilleann pipes en concertina maar ook uit meer praktische cursussen als het maken van dubbelriet voor muziekinstrumenten.
Alle activiteiten van de WCSS vinden plaats in Milltown Malbay en directe omgeving, in County Clare. Dit gebeurt altijd in de week beginnende met de eerste zaterdag van juli. Als locatie voor de cursussen worden niet alleen hotels, pubs en scholen, maar ook particuliere huizen en een tent gebruikt. De docenten worden gekozen op basis van hun expertise en zijn vaak bekende exponenten van de Ierse muziek en zang.

## The craic
Craic agus ceol (Iers voor "plezier en muziek") is een veelgebruikte omschrijving voor de sfeer tijdens deze week. Rond de Summer School is dan ook een heel festival (Willie Clancy Festival) gegroeid. Elk jaar komen er vele bezoekers naar Milltown Malbay, niet om aan de cursussen deel te nemen maar om gewoon te kunnen luisteren of mee te spelen bij de talloze sessies.